# Бачата (музика)
Бачата је музички жанр који је настао почетком 20. века у Доминиканској Републици и потом се проширио на целу Латинску Америку. Постао је популаран на селу и руралним деловима Доминиканске Републике. Теме ове музике су често романтичне, поготову о сломљеном срцу и тузи.
У бачати се најчешће користи пет инструмената: главна гитара, гитара која даје ритам, електрична бас-гитара, бонгоси и (шп. güira). Гитара која даје ритам је такође позната под називом Сегунда. Бачата групе углавном свирају развијени стил болера, али кад промене на бачату базирарану на меренге-у, перкусионисти прелазе са бонгоса на тамбура бубњеве. Шездесетих и седамдесетих година маракаши су замењивали (шп. güira). Са преласком на (шп. güira) осамдесетих година, бачата музика је постала више плесно оријентисана.